# 白腰鸣鹃鵙
白腰鸣鹃鵙（学名：Lalage leucopygialis）是山椒鸟科鸣鹃鵙属的一种，为印度尼西亚的特有种。
其自然栖息地为亚热带或热带的湿润低地森林以及亚热带或热带的红树林。